# جایزه بزرگ هلند ۱۹۵۹
جایزه بزرگ هلند ۱۹۵۹ (انگلیسی: ‎1959 Dutch Grand Prix‎) یک مسابقهٔ موتوری در رشتهٔ اتومبیل‌رانی فرمول یک بود که در تاریخ ۳۱ مهٔ ۱۹۵۹ در پیست زاندفورت واقع در زاندفورت، هلند برگزار شد. این گراند پری در میان ۹ گراند پری در فصل ۱۹۵۹، مسابقهٔ شمارهٔ ۳ بود.
در این مسابقه که در ۷۵ دور و به مسافت ۳۱۴٫۴۷ کیلومتر (۱۹۵٫۴۰۳ مایل) برگزار شد، پول پوزیشن توسط یو بونیر کسب شد و سریع‌ترین زمان برای طی یک دور پیست که برابر با ۱:۳۶٫۷ بود نیز توسط استیرلینگ ماس به ثبت رسید.
یو بونیر از تیم بی‌آرام، جک برابام از تیم کوپر-کلیمکس و ماستن گرگوری از تیم کوپر-کلیمکس به‌ترتیب مقام‌های اول تا سوم مسابقه را کسب کردند.

## رده‌بندی قهرمانی پس از مسابقه
|       | جایگاه | راننده       | امتیاز |
| ----- | ------ | ------------ | ------ |
|       | ۱      | جک برابام    | ۱۵     |
| ۲۱    | ۲      | یواخیم بونیر | ۸      |
| ۱     | ۳      | راجر وارد    | ۸      |
| ۱     | ۴      | تونی بروکز   | ۶      |
| ۱     | ۵      | جیم رتمان    | ۶      |
| منبع: |        |              |        |

|       | جایگاه | سازنده       | امتیاز |
| ----- | ------ | ------------ | ------ |
|       | ۱      | کوپر-کلیمکس  | ۱۴     |
| ۲     | ۲      | بی‌آرام       | ۸      |
| ۱     | ۳      | فراری        | ۸      |
|       | ۴      | لوتوس-کلیمکس | ۳      |
| منبع: |        |              |        |

یادداشت
- تنها پنج جایگاه نخست از هر رده‌بندی نمایش داده شده‌است.